# Grotte aux Cristaux
Ne doit pas être confondu avec Grotte des Cristaux.
La grotte aux Cristaux est une cavité souterraine monumentale située dans la forêt de Fontainebleau, en France. Découverte pour une première fois au XVIIIe siècle, elle est comblée au milieu XIXe siècle pour empêcher les dégradations avant une restauration et réouverture par Charles Colinet à la fin du siècle.

## Situation et accès
La cavité est située près des routes Ronde et du Mont-Saint-Germain, au nord de la forêt de Fontainebleau et du territoire communal de Fontainebleau. Plus largement, elle se trouve dans le département de Seine-et-Marne, en région Île-de-France.

## Histoire
D'après le poète-menuisier bellifontaine Alexis Durand, c'est un carrier, nommé Laroche, qui trouve pour la première fois, en 1775, les cristaux du rocher Saint-Germain. Cette découverte aurait alors fait tant de bruit, que le roi Louis XVI se serait rendu exprès à Fontainebleau. Les carriers lui en auraient présenté une collection.
Elle est retrouvée en 1850 par un journalier, nommé Benoît. Elle est signalée le 6 octobre par un dénommé Chenu, boulanger, qui fait part de son enthousiasme au public. Le 25 octobre, Durand en donne la description suivante : « Je me suis transporté au rocher Saint-Germin, voir la grotte que le sieur Benoît vient d'y découvrir. M. Chenu, qui était sur place, m'en fit les honneur. Ce réduit me paraît contenir 70 mètres de superficie. Ces espaces sont réunis par des arceaux formés par des stalactites grossièrement ébauchées. Les plafonds forment une foule d'admirables cristallisations pendantes... Ces concrétions pierreuses sont formées d'angles multipliés et quelques fois d'angles cubiques nommés rhomboëdre, parallélipipèdes, etc. Leur couleur est variable : blanc mat et terne, légèrement bleuâtre, etc... ». Le public de Fontainebleau, fort intéressé par cette nouvelle, se précipite au rocher pour visiter la grotte et des visiteurs emportent des fragments de stalactites. L'inspection des forêts, conjointement à l'administration municipale, fait fermer la grotte pour éviter davantage de dégâts. Le 22 juin 1851, Constant Prévost, un des membres de l'Institut de Paris, se déplace pour la visiter avec une cinquantaine de ses élèves. Quelques jours plus tard, Léonce Élie de Beaumont est délégué par l'Académie des sciences pour examiner la grotte et faire un rapport, tâches dans laquelle il est secondé par Thinus. Entre temps, une souscription est ouverte, mais, une partie en est finalement employée à la création de sentiers de promenade dans la gorge aux Loups. Le 7 octobre, Claude-François Denecourt, dirige à la grotte une excursion, annoncée dans les journaux. Une autre excursion a lieu quelques jours plus tard. Passant devant, on la trouve comblée et couverte de décombres. Sa trace disparaît des indicateurs de la forêt

À la fin du XIXe siècle, Charles Colinet, continuateur des travaux de Denecourt, retrouve la grotte et la restaure. Il place notamment une grille devant. Sa réouverture recueille une importante affluence de visiteurs, les 29 et 30 mars 1891, tant locaux que Parisiens, puisque la nouvelle est annoncée dans les journaux : on note notamment le passage du médecin Paul Brouardel et de l'architecte Charles Garnier.